# Александър Триандафилидис
Александър (на гръцки: Αλέξανδρος, Александрос) е гръцки духовник, преспанско-охридски (1881 - 1892) и мелнишки митрополит (1892 - 1894) на Вселенската патриаршия.

## Биография
Роден е със светското име Триандафилидис (Τριανταφυλλίδης, Τριανταφυλίδης) в тракийското градче Силиврия на 1 февруари 1840 година. Завършва училище в родния си град, после учи в училището на Божигробския метох във Фенер, Цариград (1851 - 1854) и в богословското училище на Светия Кръст в Йерусалим (1854 - 1861). На 30 юни 1861 година е ръкоположен за дякон. Божигробският архимандрит Платон го праща в Яш (1861 - 1864). Мести се в Цариград и става директор на гръцкото училище при Божигробския метох. На 21 октомври 1873 година е ръкоположен за презвитер от митрополит Никодим Кизически. На 16 декември същата година в храма на Божигробския метох в Цариград е ръкоположен за титулярен лампсакски епископ, викарий на митрополит Никодим. Ръкополагането е извършено от митрополит Никодим в съслужение с митрополитите Григорий Търновски, Антим Маронийски, и Кирил Палмирски. На 11 април 1880 година става преспанско-охридски митрополит, като заема катедрата в Крушево до 1 ноември 1892 година, когато е избран за мелнишки митрополит на мястото на Прокопий и заема катедрата до смъртта си на 27 април 1894 година. Установяването на Александър в Мелник е съпроводено с настъпление на гъркоманите в цялата епархия. Той подлага на строго мъмрене свещениците, които служат на църковнославянски език. Предприема неуспешни опити да затвори българското училище в Баракли Джумая и да отнеме на българите църквата в Горни Порой.
В църквата „Св. св. Петър и Павел“ в Мелник е запазен дървен архиерейски трон с живописна украса и надпис от 1893 година. На облегалото му е изписан ликът на митрополит Александър. След смъртта му в 1894 година временно екзарх в Мелник става епископ Василий Дафнуски.
Според отец Ангел Столинчев, Александър Триандафилидис е погребан в северозападната част на митрополитската църква „Свети Николай“. През 1914-1915 година някой си Сугарев, разкопава гроба му и разхвърля костите му по дерето.